# Leyland Line

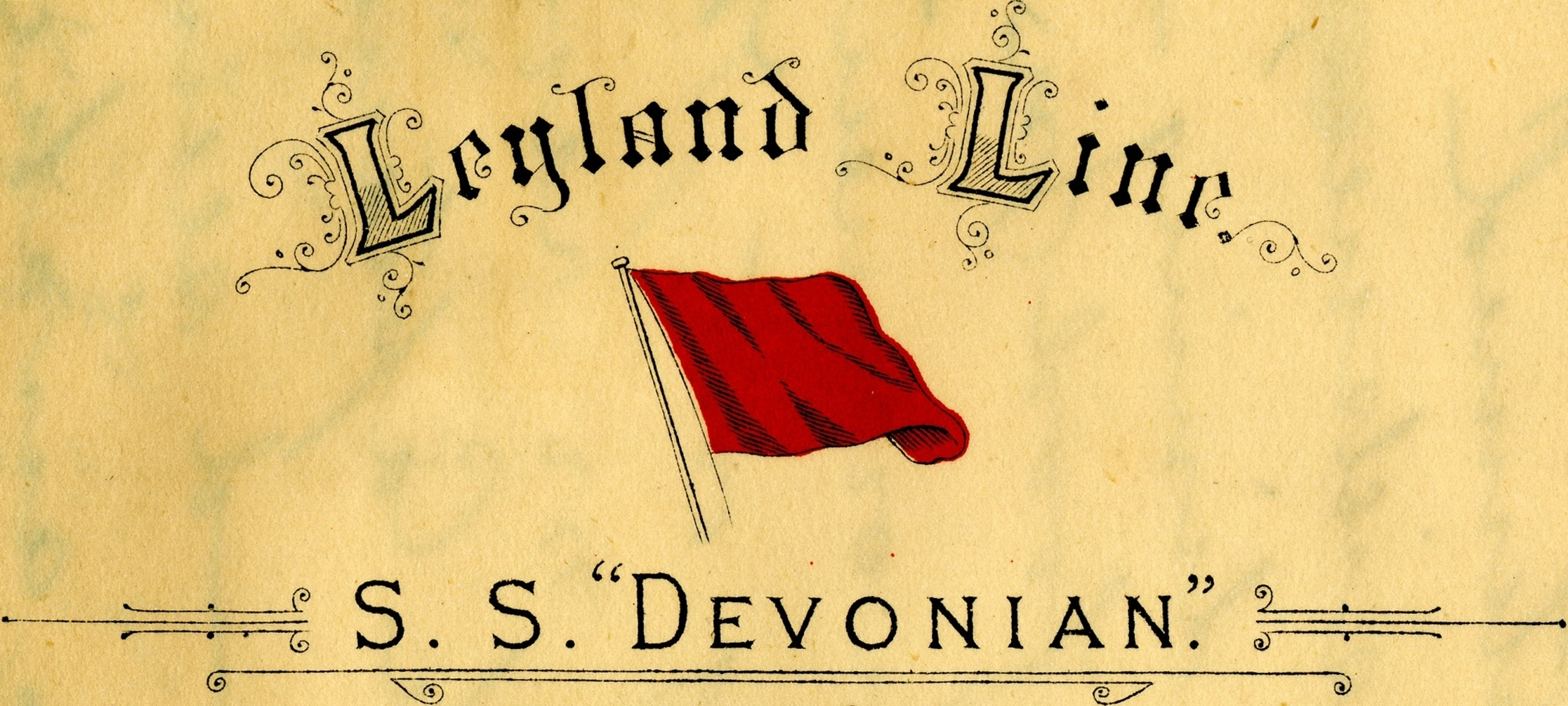
Cartel de la Leyland Line (1912)

La Leyland Line fue una compañía naviera británica fundada en 1873 por Frederick Richards Leyland. Concentrada al principio en el tráfico marítimo de buques de carga, añade a sus servicios el transporte de pasajeros a través del océano Atlántico a partir de 1895. En 1902, siendo una de las navieras más importantes, se incorpora al mismo tiempo que la naviera White Star Line a la International Mercantile Marine Co., un trust marítimo fundado por iniciativa del banquero y empresario John Pierpont Morgan.
El trust se desprendió de sus compañías no americanas a partir de la década de 1920, y la Leyland Line perdió sus últimos buques de pasajeros en 1927. En 1935, el último barco de la compañía fue vendido.
Los buques de la Leyland Line llevaban generalmente un nombre terminado con el sufijo «-an» («Armenian», «Virginian») y llevaban las chimeneas de color rosa con una banda negra. Uno de los buques más célebres de su flota fue el SS Californian, que se vio envuelto en la polémica debido a su cercanía durante el naufragio del Titanic en abril de 1912, y no haber prestado ayuda al transatlántico tras su colisionar con un iceberg.

## Historia

### Historia temprana
Frederick Leyland fue socio durante mucho tiempo en John Bibby, Sons & Co, que tenía su sede en Liverpool. En 1873, la familia Bibby se retiró del negocio del transporte marítimo y Leyland estableció su propia compañía naviera. Cuando se estableció la Compañía en 1873, 21 antiguos barcos Bibby formaron el equipo básico de la nueva compañía de buques de carga de Leyland. La nueva empresa se llamó oficialmente F. Leyland & Co. Ltd, pero pronto se estableció el nombre de Leyland Line. También heredado de Bibby Line fue la tradición de todos los barcos que terminan en "ian" o "ean" y la chimenea con una tapa negra. La compañía naviera operaba inicialmente con un servicio de línea al Mediterráneo, en 1875 se abrió el servicio transatlántico con rutas desde Liverpool a Boston, Filadelfia y Portland. Nueva York solo se navegaba ocasionalmente. Los barcos utilizados por la naviera eran principalmente barcos de carga, algunos de los cuales tenían pocas instalaciones para pasajeros que solo tenían transporte para emigrantes. Los servicios de línea se desarrollaron bien y la naviera se convirtió en la línea transatlántica de carga más grande. en 1888, Leyland se retiró de su negocio activo dejando a su hijo, Frederick Dawson Leyland, a cargo de la línea.

### Bajo John Ellermann
Con la muerte de Frederick Leyland en 1892, John Ellermann, Christopher Furness y Henry Withy se hicieron cargo de Leyland Line.Ellermann se convirtió en director general de la empresa y, en 1893, también asumió la presidencia de Frederick Leyland & Co. En 1896, Leyland estableció un servicio de pasajeros en cooperación con Furness Withy, desde Liverpool hasta Nueva York y los puertos canadienses. En 1896, se agregó la Wilson Line y el servicio conjunto se denominó Wilson, Furness & Leyland Line. La cooperación se limitó exclusivamente a este servicio. En 1899, Leyland se hizo cargo de la compañía naviera West India & Pacific Steamship Co. Ltd. y, por lo tanto, abrió un servicio de línea a las Indias Occidentales (Caribe)

### Decadencia y destino
En 1902, la empresa fue comprada por el banquero estadounidense JP Morgan y en 1904 la empresa estaba bajo el control de la International Mercantile Marine Company . [4] La línea Leyland recibió la responsabilidad de la parte europea de la International Navigation Company, pero tuvo que suspender el servicio del Mediterráneo. Veinte barcos Leyland que no eran de emigración no se incluyeron en la venta. Más tarde, John Ellerman adquirió London Papayanni Company para formar la compañía naviera Ellerman Lines.surgió poco después, en el mismo año, siguió una racionalización de los servicios y Leyland retiró sus barcos del servicio y se transfirió a la nueva compañía de John Ellerman. En 1915 con la quiebra de la IMMC, la empresa miró por primera vez hacia un futuro incierto. La Primera Guerra Mundial, que mientras tanto había estallado, también significó numerosas pérdidas de barcos para la naviera. Para la Primera Guerra Mundial y la década de 1920 , muchos barcos de Leyland Line se transfirieron a otras compañías. Con la Gran Depresión, se vendieron muchos más barcos a otras empresas o se desguazaron y, en 1935, se vendió el último barco de Leyland Line y la empresa cesó ese mismo año.

## Barcos de leyland
| Año de adquisición y botadura | Nombre     | Tonelaje | Astillero                     | Notas                                  |  |
| 1869                          | Bavarian   | 3,113 t  | Harland & Wolff. .,Belfast    | Vendido a J.Glynn & Son,Liverpool,1892 |  |
| 1870                          | Bohemian I | 3,113 t  | . . Harland & Wolff., Belfast | hundido en Irlanda,1891                |  |
| 1870                          | Bulgarian  | 3,113 t  | Harland & Wolff. .,Belfast    | Hundido en Irlanda,1885                |  |
| 1867                          | Iberian I  | 2,931 t  | . . Harland & Wolff., Belfast | hundido en Cape Clear,1884             |  |
| 1867                          | Illyrian   | 2,931 t  | Harland & Wolff. .,Belfast    | Hundido en Cape Clear,1884             |  |
| 1867                          | Istrian    | 2,931 t  | . . Harland & Wolff.,         | Vendido a, Furness Withy,1894          |  |
| 1867                          | Egyptian   | 2,931 t  | . . Harland & Wolff.,Belfast  | Desguazado en 1902                     |  |